# World War Z (filme)
World War Z (bra: Guerra Mundial Z; prt: WWZ - Guerra Mundial) é um filme americano de 2013, dos gêneros drama, ação, terror e ficção científica, dirigido por Marc Forster, com roteiro de Matthew Michael Carnahan baseado no romance World War Z: An Oral History of the Zombie War, de Max Brooks. No filme, Brad Pitt interpreta Gerry Lane, um homem que trabalha nas Nações Unidas e que está à procura de sobreviventes e informações sobre o apocalipse zumbi que tomou conta do mundo.
A produtora Plan B Entertainment conseguiu os direitos de produzir o filme em 2007 e Forster foi o escolhido para dirigir. Em 2009, Carnahan foi contratado para reescrever o roteiro para o filme. As filmagens começaram em julho de 2011, em Malta, em um orçamento estimado em um valor de 125 milhões de dólares, antes de ir para Glasgow, em agosto de 2011 e Budapeste, em outubro de 2011.
Inicialmente o filme foi previsto para ser lançado em 21 de dezembro de 2012, mas em março de 2012 a Paramount Pictures anunciou um adiamento. A produtora remarcou a data de lançamento pois foi preciso refilmar uma "parte significativa" do filme, principalmente o último terço da história, que não agradou os produtores.
World War Z tornou-se o filme de maior sucesso na carreira de Brad Pitt. Com um faturamento acima de US$ 500 milhões, é o único longa com a participação de Pitt a ultrapassar essa receita. Anteriormente, Troia e Mr. & Mrs. Smith foram os filmes de maior sucesso do ator, com US$ 497 milhões e US$ 478 milhões, respectivamente. Também foi recebido com críticas positivas, que destacaram, sobretudo, a atuação de Pitt, embora sua fidelidade ao livro foi contestada. O filme simbolizou o renascimento do gênero zumbi nos cinemas. Uma sequência foi anunciada logo após o lançamento do filme, mas foi cancelada em fevereiro de 2019, supostamente devido a problemas de orçamento.

## Sinopse
Um misterioso vírus zumbi se espalha rapidamente pelo mundo, matando a maioria da população global. O ex-investigador da ONU, Gerry Lane, é designado para estudar a origem do vírus e desenvolver uma cura, iniciando uma corrida contra o tempo antes que a humanidade seja completamente extinta.

## Enredo
Um surto de zumbis infectados com uma misteriosa doença semelhante a raiva explode ao redor de diversas áreas metropolitanas em todo o mundo; aqueles mordidos ou arranhados pelos infectados contraem a doença. O ex-investigador da ONU, Gerry Lane, sua esposa Karin e suas duas filhas conseguem escapar do rápido surto na Filadélfia e se abrigam com uma família latino-americana em Newark, enquanto esperam pelo resgate especial que virá apenas no dia seguinte, graças ao amigo de Gerry, o secretário-geral adjunto Thierry Umuntoni. Gerry oferece ajuda, no entanto, seus anfitriões optam por não acompanhá-los na fuga do dia seguinte, e são posteriormente mortos pelos infectados. Seu filho, Tommy, consegue escapar, e a família de Gerry decide então levá-lo. A bordo do helicóptero eles são levados para um grupo da Marinha dos EUA em alto mar onde Umuntoni está supervisionando as reações de outros governos ao redor do mundo.
Lá os cientistas explicam a Gerry que acreditam que devem encontrar o primeiro caso do surto de zumbis para através dele tentarem criar uma cura, e que acreditam que ele esteja na Coreia do Sul. Uma equipe é então enviada para ir, e Gerry é coagido a ir com eles sob a ameaça de, caso se recusasse a ir, teria sua família despachada para um campo de refugiados potencialmente inseguro. A equipe aterrissa em Camp Humphreys, Pyeongtaek em Gyeonggi, onde os soldados sobreviventes impedem novos ataques de zumbis: os zumbis são rápidos e ágeis e, uma vez mordida, uma pessoa se transforma em um deles em segundos. Gerry descobre que um médico coreano foi o primeiro a cair com a infecção, depois de ser mordido por um soldado que estava tratando que foi capturado pelos moradores locais quando ele tentava atacá-los. Um ex-agente da CIA detidos na base revela que Israel tinha reagido uma semana antes do surto, e construído um muro gigante ao redor de Jerusalém, e sugere a Gerry que fale com o agente do Mossad Jurgen Warmbrunn.
Gerry é então levado para Jerusalém e vai ao encontro de Jurgen Warmbrunn. O agente do Mossad revela que haviam interceptado uma mensagem de um general do exército indiano e na mensagem afirmava que eles lutavam  contra rakshasas ("zumbis"). Ele e outros especialistas israelenses convenceram o governo a construir o muro para se proteger, mas permitindo que todas as pessoas não infectadas pudessem entrar. Gerry é escoltado de seu avião pela FDI (Forças de Defesa de Israel) para dentro do muro, porém, devido a adornos musicais, vários zumbis são atraídos para a muralha em torno da cidade e empilham-se contra a mesma, formando uma coluna de corpos que permite que muitos atrevessem a parede. Com a cidade sendo rapidamente infestada por zumbis, Gerry e os membros da FDI entram em pleno combate pela sobrevivência. Durante a fuga, Gerry percebe que os zumbis evitam atacar um idoso e, em outro exemplo, um menino careca com roupa de hospital dando a entender que ele tinha câncer. Um zumbi consegue morder a mão da soldado membro da FDI encarregada de escoltar Gerry e ele rapidamente, armando-se de um facão, amputa a mão dela, o que a impede de ser infectada, rapidamente eles tentam embarcar em um helicóptero da FDI, mas antes de embarcarem o helicóptero é derrubado por outra coluna de corpos de zumbis. Por fim, Gerry e a membro da FDI, que só se identifica como Segen, são capazes de embarcar no último avião de passageiros deixando a cidade.
Durante o voo, Gerry narra os ataques dos zumbis e se lembra de ver doentes, feridos, e idosos passarem livremente pelas hordas de infectados, o que o leva a acreditar que isso é uma forte evidência de, de alguma maneira, lidar com as hordas. Ele contata o Umuntoni para ajudar a convencer os pilotos a levá-los para Cardiff, onde uma instalação operacional da OMS (Organização Mundial da Saúde) está localizada. No entanto, um único zumbi é descoberto no avião, e, após entrarem em pânico, a maioria dos passageiros são rapidamente infectados e transformados. Não vendo outra opção, Gerry usa uma das granadas do pacote de Segen para romper a cabine e se livrar dos zumbis, mas isso também faz com que o avião inevitavelmente comece a cair. Gerry e Segen sobrevivem, embora Gerry seja empalado por um dos estilhaços do avião. Depois disso eles caminham em direção a instalação e Gerry, já na entrada do local, entra em coma.
Gerry acorda alguns dias depois e volta a ter saúde. Contata Umuntoni para ajudar a convencer os funcionários do local de sua identidade, mas descobre que Karin e sua família foram enviados para o continente, pois eles acreditavam que ele havia morrido no acidente de avião. Gerry explica sua teoria de que os zumbis ignoram os enfermos e atacam apenas os saudáveis, e sugere ser infectado com uma doença mortal, mas curável para conseguir passar despercebido pelos zumbis. Os cientistas concordam, mas lhe dizem que os patógenos estão localizados em um dos laboratórios infestados por zumbis. Gerry, Segen, e um cientista caminham com cuidado através dos laboratórios de infestadas, mas, depois de algum tempo, são detectados. Segen e o cientista conseguem ficar em segurança, enquanto Gerry consegue chegar ao cofre com os patógenos e lá fica encurralado por um único zumbi. Sem a capacidade de identificar as estirpes no armazenamento, muitos dos quais poderiam matá-lo, Gerry injeta uma das amostras. Sua hipótese se mostra correta pois ao sair do cofre o zumbi não o ataca, permitindo-lhe voltar para a segurança com mais amostras, pois os zumbis remanescentes pelo caminho passam direto por ele e também não o atacam. Em seguida, Gerry é medicado com a cura para doença que havia injetado.
Mais tarde, Gerry e Segen são levados para o campo de refugiados no continente, onde Gerry se reúne com sua família, e explica que eles foram capazes de usar essas doenças para criar um "agente de mascaramento", o que lhes permite resgatar os refugiados que ainda estão ilhados por zumbis e lutar contra eles com maior eficácia. No entanto ele diz que este não é o fim e que "nossa guerra acaba de começar".

## Elenco
- Brad Pitt como Gerry Lane[12][13]
- Mireille Enos como Karin Lane[14]
- Sterling Jerins como Constance Lane
- Abigail Hargrove como Rachel Lane
- James Badge Dale como Capitão Speke[15]
- Daniella Kertesz como Segen, soldado das Forças de Defesa de Israel
- Ruth Negga como médica da OMS
- Elyes Gabel como Andrew Fassbach
- Ludi Boeken como Jurgen Wambrurn
- David Morse como ex-agente da CIA
- Fabrizio Zacharee como Tomas.
- Peter Capaldi como médico da OMS
- Matthew Fox como piloto
- Fana Mokoena como Thierry Umutoni, secretário-geral da ONU

## Produção

### Desenvolvimento
Em 2007, após uma guerra de ofertas a produtora Plan B Entertainment garantiu os direitos do romance de mesmo nome, escrito por Max Brooks. O roteiro foi escrito inicialmente por J. Michael Straczynski, criador de Babylon 5. Marc Forster assinou o contrato para dirigir, e descreveu o filme como uma reminiscência do filme All the President's Men de 1976. O roterista Straczynski, no entanto, identificou o filme The Bourne Identity de 2002, como uma comparação adequada, e observou que o filme terá um grande alcance internacional que mantém a ênfase política.
Quando perguntado sobre o envolvimento com o filme, Max Brooks, que é o criador do livro em que o filme é baseado, afirmou que tinha um "controle zero", mas favoreceu um papel para Brad Pitt, e aprovou Straczynski como roteirista do longa. Em uma entrevista à Fangoria, Brooks disse, "eu não posso comentar sobre o enredo, mas Straczynski descobriu uma maneira de reunir isso tudo, e o último projeto que eu li, e ficou incrível".
Em 2008, um script do filme vazou na internet. O website "Ain't It Cool News" revisou o roteiro em março de 2008, e disse: "Isto não é apenas uma adaptação de um livro difícil... definição de um trabalho que bem poderia ver todos nós discutindo se deve ou não o filme se qualifica como "Melhor Filme". A revisão também observou que o filme parece estilisticamente semelhante com Children of Men e The Walking Dead.
Straczynski esperava que o filme iria iniciar a produção em 2009. Marc Forster, no entanto disse á IGN em março de 2009, que o roteiro ainda estava em desenvolvimento, e ele não tinha certeza se World War Z seria seu próximo filme. Mais tarde, ainda em março, surgiram rumores de que escritórios de produção foram criados e que o filme estaria iniciando a pré-produção. Em junho de 2009, Forster disse a um entrevistador que a produção do filme seria adiada, afirmando que roteiro ainda precisava de desenvolvimento e "ainda está longe de se concretizar".
Em julho de 2009, Brooks revelou á Fangoria que o roteiro está sendo reescrito por Matthew Michael Carnahan. Books revela que acredita que isso "mostra confiança do diretor neste projeto" devido á quantidade de dinheiro que está sendo investido nele. Paramount Pictures e UTV Motion Pictures anunciou em 2010 no evento Comic-Con que Forster é definido como diretor, e Brad Pitt foi confirmado para o papel principal.

### Pré-produção
A pré-produção começou em abril de 2011, com Robert Richardson anunciado como o diretor de fotografia. No mesmo mês, foi relatado que locações incluiriam Pinewood Studios e Londres, Inglaterra. Também em abril, foi anunciado um pouco sobre o enredo, em que Mireille Enos foi escalada como Karen Lane, esposa de Gerry Lane (interpretado por Brad Pitt) e mãe de suas duas filhas.
Em junho de 2011, James Badge Dale entrou em negociações para participar do filme como um soldado americano que tenta alertar as autoridades de que a ameaça dos zumbis é real e está perto de iniciar. No dia seguinte, foi comunicado que as filmagens começariam em Malta, em julho de 2011 e iriam abranger Valletta e as três ilhas: Cospicua, Birgu e Senglea. Poucos dias depois, Lucy Aharish se juntou ao elenco como uma jovem palestina. Também foi relatado em junho que as filmagens também seriam realizadas em Glasgow, Escócia, em agosto de 2011. No final de junho, foi informado que Ed Harris e Matthew Fox não seriam os protagonistas do filme, por causa de conflitos de agenda que impediram a participação de ambos.

### Filmagens
Com um orçamento de U$ 125 milhões de dólares, World War Z começou as filmagens principais em junho de 2011, em Malta. As filmagens foi criado para ir para Glasgow, Escócia, em agosto com a empresa de produção divulgando que precisaria de 2 mil figurantes nos locais de filmagens. Mais de três mil figurantes apareceram em Glasgow em 9 de julho, esperando uma oportunidade de aparecer em uma cena. Além disso, em julho de 2011, ator de Game of Thrones, Elyes Gabel foi escalado como um personagem chamado Fassbach.
Em 24 de agosto de 2011, durante uma das cenas que envolviam uma multidão de zumbis, uma das figurantes caiu no chão e começou a ser pisoteada. A situação não se agravou porque Brad Pitt a pegou e saiu do local antes que se tornasse algo mais grave.

### Trilha sonora
Em dezembro de 2011, foi noticiado que Marco Beltrami foi contratado para compor a trilha sonora de Guerra Mundial Z.
| World War Z: Music from the Motion Picture |                              |         |  |
| N.º                                        | Título                       | Duração |  |
| 1.                                         | "Philadelphia"               | 4:03    |  |
| 2.                                         | "The Lane Family"            | 2:47    |  |
| 3.                                         | "Ninja Quiet"                | 2:54    |  |
| 4.                                         | "Searching for Clues"        | 5:33    |  |
| 5.                                         | "NJ Mart"                    | 4:01    |  |
| 6.                                         | "Zombies in Coach"           | 3:43    |  |
| 7.                                         | "Hand Off!"                  | 2:49    |  |
| 8.                                         | "No Teeth No Bite"           | 3:25    |  |
| 9.                                         | "The Salvation Gates"        | 4:24    |  |
| 10.                                        | "Wales"                      | 5:22    |  |
| 11.                                        | "Like a River Around a Rock" | 5:08    |  |
| Duração total:                             | Duração total:               | 44:09   |  |

## Recepção

### Desempenho comercial
O filme arrecadou US$ 202,4 milhões na América do Norte e US$ 337,6 milhões em outros territórios, totalizando US$ 540 milhões em todo o mundo. A Variety chamou o filme de um "sucesso de bilheteria genuíno", embora o Deadline Hollywood tenha dito mais tarde que o filme "mal se pagou".
Na América do Norte, o filme arrecadou US$ 25,2 milhões no dia de estreia. World War Z arrecadou US$ 66,4  milhões em seu primeiro fim de semana, terminando em segundo lugar nas bilheterias, atrás de Monsters University. Este foi, na época, o segundo maior fim de semana de estreia de um filme que não estreou em primeiro lugar (atrás apenas de O Dia Depois de Amanhã, de 2004, com US$ 85,8 milhões), o maior fim de semana de estreia de um filme estrelado por Brad Pitt e a sexta maior abertura entre os filmes lançados em junho.

### Resposta crítica
No Rotten Tomatoes, World War Z tem um índice de aprovação de 67%, com base em 252 avaliações, com uma classificação média de 6,2/10; o consenso crítico do site afirma: "Embora seja desigual e diverge do livro de origem, World War Z consegue trazer emoções em movimento rápido e inteligente e um desempenho sólido de Brad Pitt para o gênero zumbi". O Metacritic, que usa uma média ponderada, atribuiu uma pontuação 63/100, com base nos comentários de 46 críticos, indicando "avaliações geralmente favoráveis".
Richard Roeper, crítico do Chicago Sun-Times, deu ao filme uma nota 3,5 de 4, dizendo: "É divertido como o inferno" e oferece "ação quase ininterrupta". Peter Travers, da revista Rolling Stone, deu ao filme uma nota 3 de 4, dizendo que "o seu suspense é matador". Henry Barnes, do jornal britânico The Guardian, considerou o filme uma "tentativa de seriedade em grande escala" no gênero zumbi que resultou em um "thriller de ação contundente, embora convencional".
Por outro lado, Joe Neumaier do The New York Daily News que o filme "não é um suspense de verão. É um filme de ação anêmica que promove a emoção enquanto membros são mortos, uma vez que se arrasta em direção a uma conclusão". Robbie Collin do Telegrapht Daily achou que o filme tinha sido afetado por seu desenvolvimento conturbado, observando que "o produto final tem uma inutilidade elaborada sobre isso", em um filme que "não tem coração para ser encontrado entre a coragem". Alonso Duralde do The Wrap disse: "Por toda a sua eficácia em retratar o horror da possível extinção humana, os seres humanos reais do filme são tão sem alma que isso poderia muito bem ser a versão cinematográfica dos jogos de vídeo Plantas vs. Zombies".

## Jogos eletrônicos
Um jogo eletrônico de survival horror homônimo, desenvolvido pela Phosphor Games Studio, foi lançado para plataforma mobile iOS em maio de 2013. O jogo é um spin-off do filme, sendo ambientado em Denver, Kyoto, e Paris com um grupo novo de personagens.
Em abril de 2019, a Saber Interactive lançou um jogo eletrônico para 4 jogadores online também chamado World War Z para PlayStation 4, Microsoft Windows, e Xbox One, incluindo missões ambientadas ao redor do mundo.

## Sequências
Em 3 de janeiro de 2012, Marc Forster e Paramount Pictures anunciaram que pretendiam transformar o longa em uma trilogia. Segundo o jornal Los Angeles Times, a Paramount e Foster comparam o filme a uma mescla de The Bourne Identity de 2002 com a série The Walking Dead, com grande potencial de se tornar um blockbuster.
Alguns planos futuros foram arquivados devido a problemas de produção do filme. Em junho de 2013, após a abertura bem sucedida do filme, a Paramount anunciou que estava a avançar com uma sequela. Em dezembro de 2013, foi noticiado que Juan Antonio Bayona foi escolhido para dirigir o filme.
Em maio de 2014, Steven Knight foi definido para escrever o roteiro. No entanto, em janeiro de 2016 a Paramount anunciou que Bayona deixou o projeto devido a outros compromissos. A sequência estava programada para ser lançada em 9 de junho de 2017. Em agosto de 2016, a Variety informou que o filme ainda não estava em produção e que David Fincher tinha entrado em negociações para ser o diretor.
Em 8 de fevereiro de 2017, a Paramount anunciou que a sequência estava sem previsão de iniciar as filmagens, descartando um eventual lançamento em junho de 2017. Posteriormente, o estúdio declarou que o projeto foi adiado indefinidamente.
Em agosto de 2025, o CEO da Paramount, David Ellison, revelou que uma sequência está nos planos da empresa, mas não deu maiores detalhes acerca do projeto.